# Feicheng
Feicheng (肥城市S, FéichéngP) è una città-contea della Cina, situata nella provincia dello Shandong e amministrata dalla prefettura di Tai'an.